# 박수일 (배우)
박수일(1973년 3월 5일 ~ )은 대한민국의 배우이다.

## 기본 정보
- 신체 : 181cm, 72kg
- 특기 : 승마, 절권도, 수영, 골프, 프랑스어

## 출연작

### 영화
- 1996년 《맥주가 애인보다 좋은 일곱가지 이유》 ... 평론가 역
- 2002년 《재밌는 영화》 ... 남자 진행자 역
- 2002년 《피아노 치는 대통령》 ... 수행 경호원 역
- 2003년 《이중간첩》 ... 승철 기사 역
- 2003년 《선생 김봉두》 ... 레저 사업가 역
- 2003년 《황산벌》 ... 기마장수 1 역
- 2003년 《선택》 ... 검사 역
- 2004년 《태극기 휘날리며》 ... 방첩 대원 역
- 2005년 《왕의 남자》 ... 박원종 역
- 2012년 《부러진 화살》 ... 심준복 검사 역

### TV 드라마
- 2004년 MBC 미니시리즈 《달콤한 스파이》
- 2006년 SBS 대하드라마 《연개소문》
- 2006년 MBC 미니시리즈 《오버 더 레인보우》
- 2007년 MBC 미니시리즈 《태왕사신기》

### 연극
- 2011년 《예수와 함께한 저녁식사》

### 뮤지컬
- 2013년 《하이파이브》